# Боді

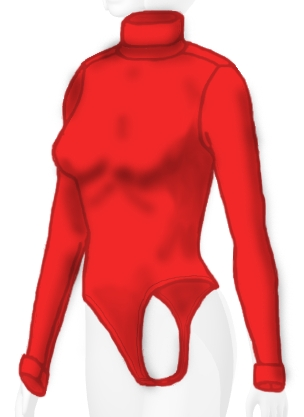
Жіноче боді з рукавами і горлом

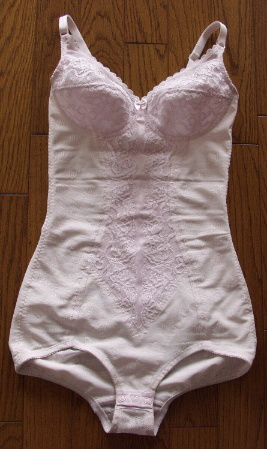
Жіноче боді без рукавів

Бо́ді (англ. bodysuit — «костюм-тіло») — вид обтягуючого одягу, що закриває тулуб. Може мати короткі або довгі рукави, «горло» може бути присутнім або відсутнім. Характерна особливість боді, що відрізняє його від леотарда, — те, що в паховій частині воно застібається на кнопки.
Увійшло в моду в 1980-ті роки. Є одягом унісекс, хоча в цілому більш поширеним серед жінок. Боді носять як нижній одяг, спортивний одяг, як верхній одяг з штанами або спідницею. Є такі варіанти боді, як сорочка-боді, блузка-боді, водолазка-боді.
Варто сказати, що сорочка-боді є елементом чоловічого вбрання для змагань з Бальних танців. 
Спеціальном різновидом є дитяче боді, у якому застібка внизу зручна для надягання і знімання підгузків.

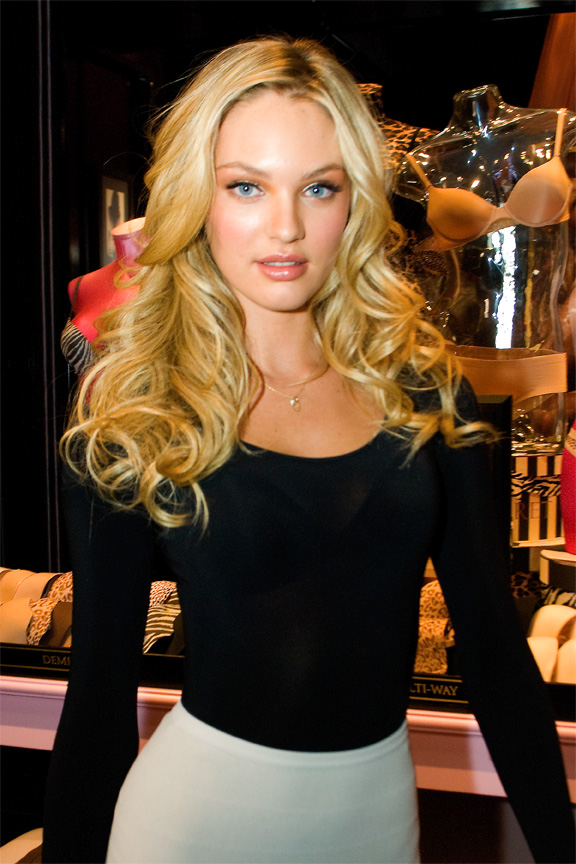
Модель Victoria's Secret — Кендіс Свейнпол в боді с надітою поверх спідницею, як воно і зустрічається в повсякденному житті.

За формою боді подібно також з суцільним купальником.

## Історія
Боді з'явилося, як результат розвитку леотарда. Воно було представлено в Сполучених Штатах після 1950-го року фешн-дизайнером Claire McCardell. При появі, боді виглядало як блузка або футболка. Перше справжнє боді було надіто на Бетті Пейдж в 1950-х, і було вбранням торгової марки Playboy Bunnies з 1960-х, а так само і на Диво-жінці - героїні коміксів. 
Аззедін Алая і Донна Каран допомагали у створенні боді, як предмету моди як для чоловіків, так і для жінок в 1980-х. Після спаду, даний предмет одягу був повернений в моду, але вже у вигляді моделюючої або спідньої білизни, і в 2010-му боді знову повернулося в моду, як блузка-боді і класичне водолазка-боді, а також як вечірнє вбрання.